# Alexandre II Zabinas
Alexandre II Zabinas (en grec antic Ἀλέξανδρoς Zαβίνας) va ser un usurpador del tron selèucida que va regnar del 126 aC al 122 aC. El seu nom, Zabinas, és despectiu i vol dir "el comprat" o "el subornat".
El sobirà egipci Ptolemeu VIII Evergetes II el va proposar com a rei, dient que era un suposat fill d'Antíoc VII Sidetes però en realitat probablement era el fill d'un comerciant egipci.
El 127 aC el rei Demetri II Nicàtor va recuperar Cilícia, derrotant el sàtrapa local revoltat. El 126 aC Alexandre II Zabinas amb suport dels egipcis i jueus, va entrar a Síria i va derrotar a Demetri II i es va proclamar rei. Demetri va fugir a Tir, una de les ciutats de Fenícia que encara li eren lleials, però la ciutat va caure en mans d'Alexandre II junt amb altres ciutats fenícies i Demetri va ser fet presoner i enverinat per la seva muller Cleòpatra Thea junt amb el seu fill Seleuc l'any 126 aC. A la part sud de Mesopotàmia o Babilònia els parts van dominar la Mesene (el nord), on Himeros era el seu vassall però el sud, Caracene, va restar en mans de Hispaosines que finalment va reconèixer al rei part cap a l'any 122 aC.
Zabinas va governar una part de Síria i de Fenícia fins al 123 aC però al perdre el suport d'Egipte va ser derrotat per Antíoc VIII Grif, fill de Cleòpatra Thea i de Demetri II Nicàtor. Como a darrer recurs Zabinas es va retirar a la capital selèucida, Antioquia, va saquejar els temples i diuen que va fer broma sobre fondre una figura d'una al·legoria de la victòria a les mans de Zeus, explicant que amb el metall podria dir que Zeus li havia donat la victòria. Enfadats per les seva falta de fe i les seves bromes, els ciutadans d'Antioquia es van revoltar i van expulsar a Zabinas que va fugir però va ser capturat per uns pirates i entregat al sobirà egipci que el va fer executar poc després. El sàtrapes d'Adiabene i de Corduena es van fer independents.